# Vonáselméletek
A vonáselméletek (más néven diszpozicionális elméletek) a pszichológiában a személyiségmegközelítés diszpozicionális nézőpontú elméleteit foglalják magukban. A vonáselméletek elméleti keretének kulcsmotívumai egyrészt a személyek közötti különbségek, másrészt az egyéni emberi viselkedésben, gondolkodásban, érzelmekben jelen lévő konzisztencia (időbeli állandóság) és koherencia (következetesség). A vonáselméletek szerint az emberek viszonylag stabil, mélyen személyiségükbe ivódott hajlamokkal (diszpozíciókkal) rendelkeznek, melyek megnyilvánulási formái személyenként eltérőek.
Az egyik lehetséges diszpozíció-felfogás a fogalmat egyénenként eltérő erősségű, tartós motivációs jellemzőként értelmezi (szükséglet és motiváció megközelítése).
Az elméletalkotók egy másik része a diszpozíciók puszta létezését hangsúlyozza, központban a vonások mérésével és osztályozásával. Céljuk, hogy feltárják az embereket megkülönböztető legfontosabb dimenziókat, valamint, hogy a személyeket összehasonlítsák ezek mentén (vonások és típusok megközelítése). A vonáselméletek – a típustanokkal (személyiségtipológiák) ellentétben – a személyek közti különbségeket mennyiségi, mintsem minőségi jellegűnek tekintik: az emberek tehát ugyanazon személyiségjellemzők mértékében különböznek egymástól.

## A személyiség leírása
A személyiség kérdése a pszichológia egyik legrégebbi problémája, számos különböző definícióval a fogalom meghatározására. A személyiségpszichológia egyik legáltalánosabb és legfontosabb témaköre a körülöttünk lévő emberek minél pontosabb ismerete és ez alapján jövőbeli cselekedeteik predikciója. Feltételezzük, hogy a másik rendelkezik bizonyos könnyebben felismerhető hajlamokkal, melyek ismerete segít nekünk eligazodni abban, mit várhatunk tőle a jövőben.  
Annak kérdése, hogy a személyiség jellemzői megfoghatók-e és hogyan írhatók le, már az ókortól foglalkoztatta az embert, majd ennek vizsgálata a XX. században megjelenő vonáselméletek segítségével tovább finomodott. A vonások azok a személyiségdimenziók, melyek mentén az emberek különböznek egymástól.

### Korai típuselméletek
A tipológiákban a típusokat (a vonásokkal ellentétben) elkülönült, nem folytonos kategóriáknak tekintik.
Az első személyiségtipológia Hippokratésztól (i. e. 400) származik, melyet később a római Galénosz (i. sz. 150 körül) finomított tovább. A négy testnedv különböző túlsúlya alapján négy kategóriát határoztak meg:
- melankolikus (lehangolt)
- kolerikus (ingerlékeny)
- szangvinikus (derűlátó)
- flegmatikus (nyugodt, közönyös)

Ez a felosztás alapvetően két kérdést vet fel:
1. Mi a szerepe személyiségünk kialakulásában és változásában az örökletes, illetve a tanult tulajdonságoknak?
2. A viselkedés mennyiben vezethető le magából a személyiségből, illetve mennyiben befolyásolják a környezet más elemei?
A tipológiák a hétköznapokban a mai napig igen népszerűek, kategorikus merevségük azonban a személyiség jellemzőinek teljes tudományos feltárását nem teszik lehetővé. Mivel a személyek általában több különböző típus egy-egy jellemzőjével rendelkeznek, az ilyesfajta besorolás nem ad pontos képet. Ezen kritikából kiindulva kezdődött el a vonások dimenzióinak vizsgálata. 

### Személyiségelmélet ma
Ma a személyiségelméletet kétféleképpen közelítjük meg:
- Személyes vonások, tulajdonságok
- Személyiségszerkezet

#### 1. Személyes vonások, tulajdonságok
Magatartásunk tartósan megfigyelhető jellemzői, tulajdonságai alapján kívánja megragadni és leírni a személyiséget, mint például szorgalmasság, kitartás, kreativitás, alkalmazkodás, babonásság, béketűrés, stb.

##### Catell elsődleges személyes vonásai
Catell szerint a 16 személyes faktor (16 Personality Factors)
|     | Skála megnevezése | A skála alacsony pontszámú szélsőértékének jellemzése               | A skála magas pontszámú szélsőértékének jellemzése |
| 1.  | nyitott           | tartózkodó, elkülönült, kritikus                                    | kifelé nyitott, melegszívű                         |
| 2.  | intelligens       | konkrét gondolkodású, kevésbé intelligens                           | elvont gondolkodású, intelligens                   |
| 3.  | érzelemteli       | érzelmei befolyásolják, könnyen zavarba, izgalomba jön, türelmetlen | érzelmileg stabil, reális, türelmes                |
| 4.  | domináns          | alázatos, szelíd, alkalmazkodó                                      | magabiztos, agresszív, akaratos                    |
| 5.  | vidám             | komoly, józan, csendes, körültekintő                                | vidám, nemtörődöm, lobbanékony, élénk              |
| 6.  | lelkiismeretes    | célratörő, szabályokkal nem törődő                                  | lelkiismeretes, kitartó, aggályos, konformista     |
| 7.  | bátor             | félénk, visszafogott, szégyenlős                                    | vállalkozó szellemű, merész, vakmerő, stressztűrő  |
| 8.  | érzékeny          | keményfejű, érzéketlen, magabízó, kemény/durva                      | érzékeny, kifinomult, lágyszívű                    |
| 9.  | gyanakvó          | bizakodó, alkalmazkodóképes, elfogadó                               | gyanakvó, szkeptikus, véleményét maga alakítja     |
| 10. | fantáziadús       | gyakorlatias, földönjáró, alapos                                    | fantáziadús, szórakozott                           |
| 11. | számító           | nyílt, természetes, egyenes, szerény                                | agyafúrt, számító                                  |
| 12. | bűntudatos        | magabiztos, határozott, önbizalommal teli, önelégült                | aggódó, önmarcangoló, bizonytalan                  |
| 13. | kísérletező       | konzervatív, hagyománytisztelő                                      | kísérletező, újító, szabadelvű                     |
| 14. | önálló            | társaság-, csoportfüggő                                             | önálló, leleményes                                 |
| 15. | fegyelmezett      | fegyelmezetlen, ellentmondásos, impulzív                            | szabályozott, társadalmilag megbízható, kényszeres |
| 16. | feszült           | laza, nyugodt                                                       | feszült, nyugtalan                                 |

##### Argyrisérett személyiség felfogása
Akkor beszélhetünk érett személyiségről, ha a függés és passzivitás állapotából az egyén átlép a függetlenség és az aktivitás állapotába. Ez megjelenik érdeklődési körben, saját tevékenység fölött gyakorolt ellenőrzésben.

##### Coveykiegészítése
Az érett személyiség lényeges jellemzője az az egyensúly, mely akkor alakul ki, mikor érzéseink és meggyőződéseink hangoztatásának bátorságát összhangba tudjuk hozni mások érzéseinek és meggyőződéseinek tekintetbe vételével.

##### Eysenckstabil-labilis, illetve introvertált-extrovertált dimenziói
Kifeszített koordináta-rendszerben helyezte el a tulajdonságokat, az egyes síknegyedeket a hippokratészi négy temperamentumnak nevezte el.

##### Riesman: kívülről és belülről irányítottság
A kívülről, illetve belülről irányítottság gondolata a személyiségjellemzők újabb érdekes interpretációja. A két karakter megkülönböztetése alapján történik, hogy mi határozza meg céljaink és életfelfogásaink kialakítását.
A belülről irányított egyénnek a szülőktől átvett, tanult általános célok adják a határozottságot, melyet egész életében stabilan követ. Későbbi életszakaszban meghatározó személyiségek ezt meg is erősíthetik, és kialakul benne az az érzés, hogy képes ellenőrizni az életét s másokra is így tekint.
A kívülről irányított egyén számára egy szűkebb csoport vagy szélesebb társadalmi közeg a meghatározó, mely széles kapcsolatokon, illetve tömegtájékoztatáson keresztül közvetíti elvárásait és követendő magatartásmintáit. Már gyermekkorban kialakul az „elvárásoknak meg kell felelni”-eszmeiség, mely elvárások változhatnak. Ehhez mérten az egyén célkitűzései is változhatnak.
A személyiségkaraktereket a társadalom sajátosságából (demográfiai jellemzőjéből) vezeti le. Nemcsak viselkedésünket, hanem személyiségünket is meghatározhatja a társadalmi környezet.
| Szempontok                               | Kívülről irányított személyiség                        | Belülről irányított személyiség                      |
| Alkalmazkodás forrása                    | mások (csoport, társadalom) konkrét elvárásai, igényei | szülőktől, más tekintélyektől kapott általános célok |
| személyes célok, életvitel               | folyton változnak a külső befolyás szerint             | stabilak, az élet folyamán alig változnak            |
| kontroll                                 | mások elvárásai közvetítik (radar)                     | az egyén képes ellenőrizni saját életét (iránytű)    |
| szankció                                 | aggodalom                                              | bűntudat                                             |
| társadalmi korszak demográfiai karaktere | kezdeti népességcsökkenés                              | átmeneti népességnövekedés                           |

#### 2. Személyiségszerkezet
A személyiségről való gondolkodásban új fejezetet nyitottak azok az elméletek, amelyek magát a személyiséget is megpróbálták strukturálni. Freud, a pszichoanalitikus elmélet megalkotója a személyiséget három részre bontva értelmezi:
- felettes-én (szuperego): az énünk lelkiismerete, mely a szülőktől és környezetünktől átvett értékek és erkölcsi normák segítségével irányít s dönt arról, hogy a cselekedeteink jók-e vagy rosszak
- én (ego): az énünk tudatos szintje, gyakorlatias és közvetít a felettes-én, az ösztön-én és a környezet között. Az ösztönöknek akkor enged szabad teret, ha megvannak a környezeti feltételei, és elfojtja azokat a cselekvéseket, amelyek ellentétben állnak a felettes-én parancsaival. A két másik én csak ezen az énen keresztül lép kapcsolatba a külvilággal.
- ösztön-én: a személyiség tudatalatti, gyermekkortól meglévő, ösztönszükségletek kielégítésére törekvő része. Az éhség, szomjúság, fájdalom elkerülése, önfenntartás, szexualitás (fajfenntartás) ösztönkésztetések azonnali kielégítésére való törekvés az örömelv alapján történik.

Ehhez hasonlóan Berne ugyancsak három részre bontva értelmezi a személyiségszerkezetet:
- szülő-én állapot: az egyén ahhoz hasonlóan cselekszik, ahogy szülei tették, avagy elvárták tőle. Ennek révén igen sok emberi cselekvés, reakció automatikus, rutinszerű válasszá válhat.
- felnőtt-én állapot: józan, tárgyilagos, tényeket mérlegelő, ezek alapján döntést hozó, cselekvő és reagáló én. Biztosítja a fennmaradást, elősegíti a tapasztalatok feldolgozását és közvetít a másik kettő én-állapot között.
- gyermek-én állapot: egyfelől az alkalmazkodó, szülőnek engedelmeskedő és gyámolításra szoruló, másrészről a felszabadult, életvidám, intuitív és alkotóképes személyiségjegyeket hordozza.

Ebben a felfogásban az én-állapotok minden emberben megvannak, ezek együtt képesek biztosítani a kiegyensúlyozott, harmonikus személyiséget. Ugyanakkor adott szituációban egy-egy állapot uralhatja a többit.
Az áttekintett elméletekből láthattuk, hogy személyiségünket örökletes tényezők, közvetlen környezetünk és tágabb értelemben vett környezet is meghatározza, formálja, alakítja. Kurt Lewin nevezetes mező-elméletében a viselkedést a személyiségváltozó és a környezeti változók együttes függvényeként határozta meg. Van ugyanakkor visszahatás is: személyiségünk is hatással van a szűkebb és tágabb környezetünkre.
A fentebb megfogalmazott általános modellek igen nagy egyéni különbségeket takarhatnak.

## A személyiség értékelése a gyakorlati életben
Demján Sándor véleménye szerint: „A nagyon precíz, óvatos emberektől óvakodok, amikor vezetőt kell kiválasztani. Tíz probléma közül képtelen lesz kiválasztani a leglényegesebbet, pedig lehet, hogy ha azt az egyet megoldaná, az összes többi már nem volna érdekes. A precíz az nekiáll, és feldolgozza szép lassan mind a tízet. Másrészt a precíz emberben nincs meg az a vezetői tulajdonság, amivel lázba, tűzbe tudna hozni másokat. A precíz ember kiváló hivatalnoknak, jó könyvelő, de a gazdasági életben, bármilyen munkahelyen, első számú vezetőnek tökéletesen alkalmatlan.”

A vélemény érzékelteti, hogy bizonyos személyiségjellemzők, amelyek erénynek számítanak egy-egy munkakör betöltésénél, kifejezetten hátrányosak lehetnek máshol.